# كلوز يوهانسن
كلوز يوهانسن (بالدنماركية: Claus Johansen)‏ هو لاعب كرة قدم دنماركي، ولد في 13 مارس 1948. شارك مع منتخب الدنمارك لكرة القدم.